# Ramiz Zerrouki
Ramiz Larbi Zerrouki (ar. رامز زروقي; ur. 26 maja 1998 w Amsterdamie) – algierski piłkarz pochodzenia holenderskiego, grający na pozycji środkowego pomocnika w holenderskim klubie Feyenoord oraz w reprezentacji Algierii. Uczestnik Pucharu Narodów Afryki 2021 i 2023.

## Kariera piłkarska
Swoją piłkarską karierę Zerrouki rozpoczynał w juniorach takich klubów jak: AFC Ajax (2006-2016) i FC Twente (2016-2019). W 2019 roku awansował do kadry pierwszego zespołu Twente. 30 października 2019 zaliczył w nim debiut w wygranym 2:0 meczu Pucharu Holandii z De Treffers. Z kolei swój pierwszy mecz w Eredivisie rozegrał 12 września 2020 przeciwko Fortunie Sittard, który Twente wygrało u siebie 2:0. 30 października 2021 w przegranym 2:5 wyjazdowym meczu z PSV strzelił swojego pierwszego gola w Eredivisie.
| Sezon   | Klub      | Kraj     | Rozgrywki  | Mecze | Gole |
| ------- | --------- | -------- | ---------- | ----- | ---- |
| 2019/20 | FC Twente | Holandia | Eredivisie | 0     | 0    |
| 2020/21 | FC Twente | Holandia | Eredivisie | 31    | 0    |

## Kariera reprezentacyjna
W reprezentacji Algierii Zerrouki zadebiutował 25 marca 2021 w zremisowanym 3:3 meczu kwalifikacji do Pucharu Narodów Afryki 2021 z Zambią, rozegranym w Lusace. W 2022 roku został powołany do kadry na Puchar Narodów Afryki 2021. Rozegrał na nim jeden mecz grupowy: z Wybrzeżem Kości Słoniowej (1:3).